# 鶴慶県
鶴慶県（かくけい-けん）は中華人民共和国雲南省大理ペー族自治州に位置する県。

## 行政区画
下部に7鎮、1郷、1民族郷を管轄する
- 鎮
  - 雲鶴鎮、辛屯鎮、松桂鎮、黄坪鎮、草海鎮、西邑鎮、竜開口鎮
- 郷
  - 金墩郷
- 民族郷
  - 六合イ族郷

## 交通

### 鉄道
- 中国国家鉄路集団
  - 大麗線

（麗江方面）- 鶴慶駅 - 金墩駅 - 花蘭箐駅 - 西邑駅 -（大理方面）

### 道路
- 高速道路
  - 上鶴高速道路